# قفص فاراداي

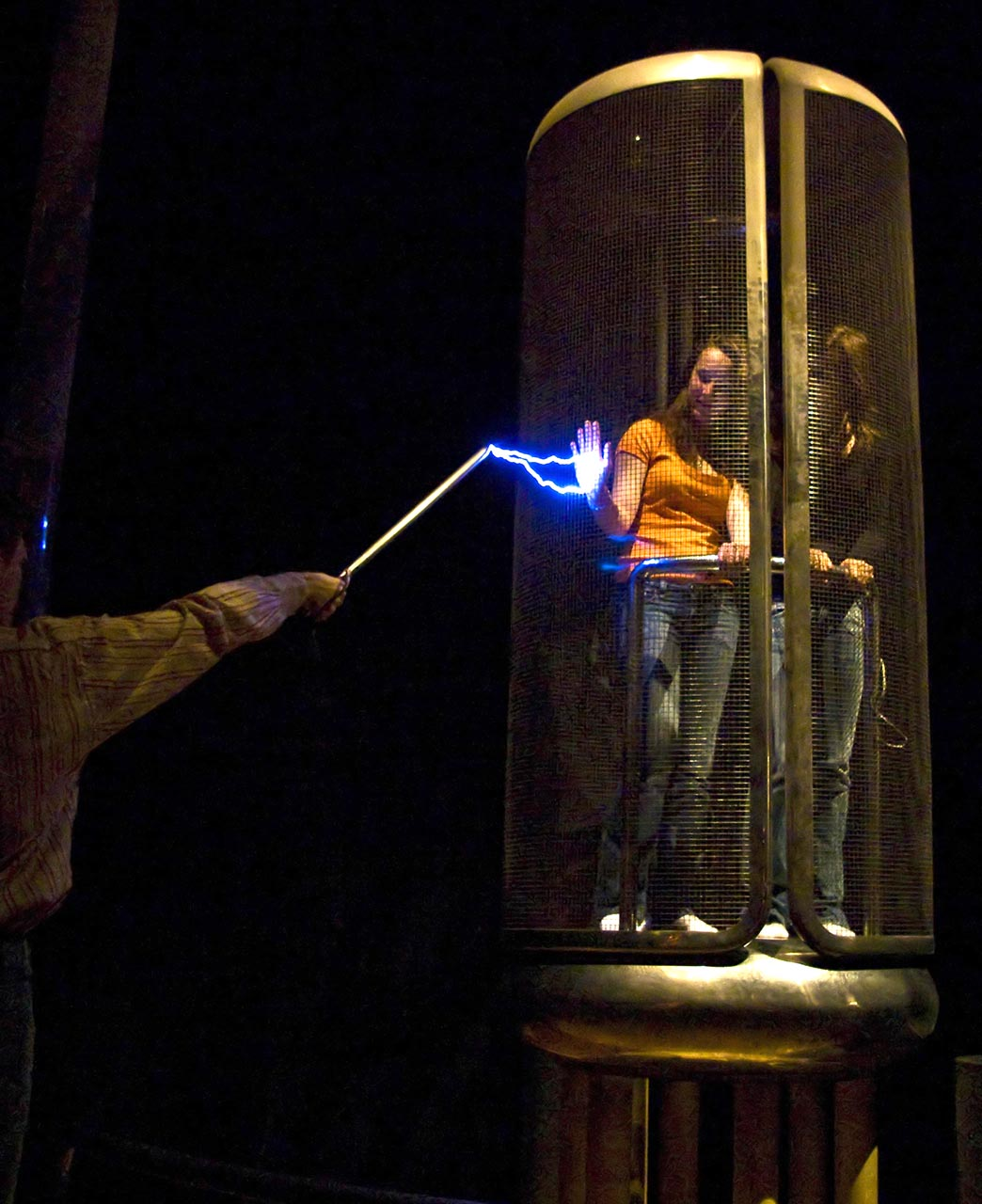
قفص فارداي

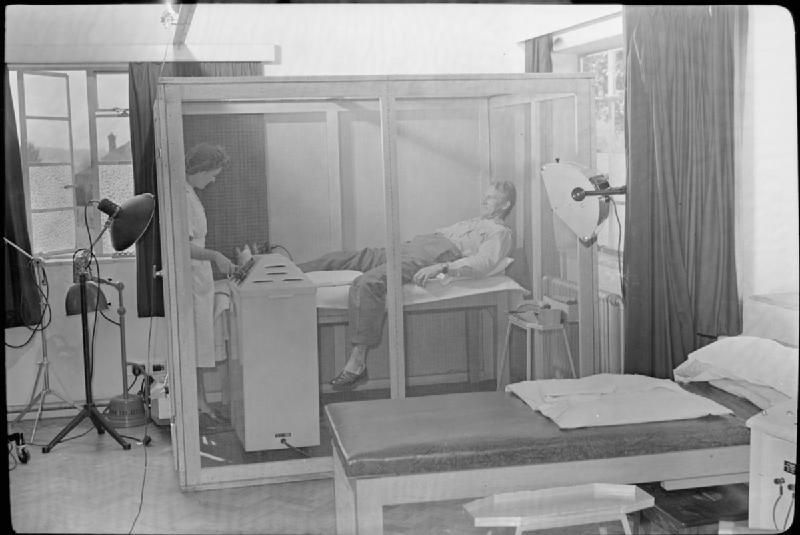
جندي أمريكي في عام 1944 يعالج بالإنفاذ الحراري، حيث يقوم الجهاز بإرسال موجات راديوية، ولمنعها من التشوبش على باقي الأجهزة المستخدمه في المستشفى يتم استخدام قفص فارداي

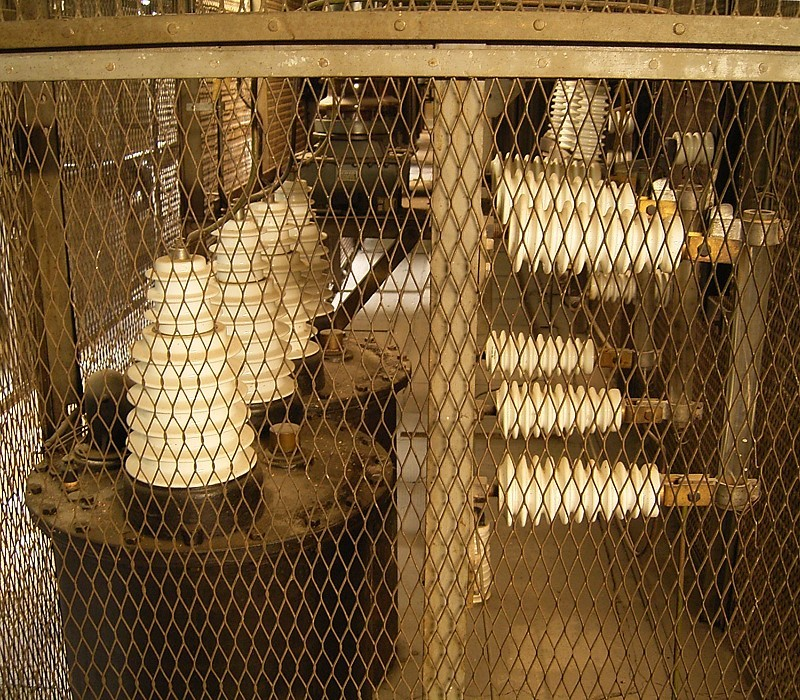
قفص فارداي في مصنع للطاقة في هايمباخ في ألمانيا

قفص فاراداي أو أسطوانة فاراداي هو عبارة عن هيكل فلزي مصنوع من مادة موصله، تستخدم لعزل ما بداخله عن المؤثرات الكهرومغناطيسية والمؤثرات الكهربية الخارجية. وقد سمي قفص فاراداي تيمناً بمكتشفه الكيميائي والفيزيائي الإنجليزي مايكل فاراداي والذي قام باختراعه عام 1836.
يقوم قفص فارداي بمنع الشحنات الكهربية الناتجة عن المجالات الكهربية الخارجية من الدخول إلى داخل القفص عن طريق توزيع الشحنات على الهيكل الخارجي للقفص المصنوع من مواد موصله, ويتم استخدام هذة الظاهرة لحماية الأجهزة الإلكترونية الحساسة وأجهزة الإرسال من التشويش بموجات الراديوية , ولحماية الأشخاص والمعدات من التيارات الكهربائية العالية كالبرق ومن ظاهرة التفريغ الكهربي.
ويمكن أن يكون حجم قفص فاراداي بحجم صندوق صغير إلى حجم مباني كبيرة حيث تزيد أهميته في التعامل مع عزل الموجات الكهربائية والكهرومغناطيسية.

## التاريخ
في عام 1836، لاحظ مايكل فارداي أن الشحنات الكهربيه تمر عبر السطح الخارجي للمادة فقط ولا تؤثر على الجزء الداخلي لها. ولإثبات هذة الحقيقة قام ببناء غرفه برقائق معدنية وسمح بتدفق جهد عالي من مولد لضرب الغرفة واستخدم مكشاف كهربي لإظهار عدم وجود أي تسرب للشحنات داخل الغرفة. معتمدا على أبحاث بنجامين فرانكلين والتي قام بها في عام 1755.

## المبدأ

صورة متحركة تبين كيفية عمل قفص فارداي (المربع), فعند وجود مجال كهربي خارجي (الأسهم), تقوم الإلكترونات (الكرات الصغيرة) بالإنتقال إلى الجانب الأيسر من القفص مما يجعل شحنته سالبة، وبالتالي تصبح شحنه باقي أجزاء القفص موجبة، ويؤدي ذلك إلى خلق مجال كهربي معاكس يلغي تأثير المجال الكهربي الخارجي

أي جسم موصل أجوف يحمل كل شحناته الكهربائية على سطحه الخارجي. وبناءً على ذلك، فالمجال الكهربائي يساوي صفر في جميع الأماكن الموجودة داخل الجسم. وهذه هي قاعدة التشغيل الرئيسية التي يعتمد عليها قفص فاراداي.

## استخداماته
يستخدم قفص فارداي في العديد من المجالات مثل:
- في الكيمياء التحليلية لخلق بيئه مناسبة لإجراء التجارب.
- مبني عليه فكرة عمل فرن الميكروويف.
- معدات الحماية من الصواعق.
- في غرف التصوير بالرنين المغناطيسي.
- المصاعد.
- في كابلات اليو إس بي والكابلات المحورية تستخدم نفس المبدأ للحفاظ على نقاء الإشارة.
- الحماية من الهجمات الكهرومغناطيسية عبر وضع الأجهزة اللاسلكية والكهربائية فيما يسمى بقفص فاراداى. وهو ببساطة تبطين جدران وأسقف المبانى التي توجد بداخلها هذه الأجهزة بألواح من مواد موصلة كهربائياً مثل النحاس أو الألومنيوم أو الرصاص والتي من شأنها حجب الموجات الكهرومغناطيسية وربما منعها جزئيا من الوصول إلى الأجهزة المعنية.[5]
- معدات الجهد العالي.
- عمل حاجز كهرومغناطيسي يمنع وصول أي إشارات لاسلكية تستخدم لنقل البيانات حيث يمتاز قفص فاراداي بأنه لا يمكن أن تجتازه موجات الراديو.[6]
- في العروض المسرحية.[7][8]